# Svartsiska
Svartsiska (Spinus atratus) är en fågel i familjen finkar inom ordningen tättingar.

## Utseende
Svartsiskan är en praktfull fink med unikt svart huvud och kropp. På vingar och stjärt syns gula fläckar som ofta är dolda på sittande fågel, men syns tydligt i flykten. Könen är lika, men ungfågeln har orangefärgad näbb och beigefärgade vingband.

## Utbredning och systematik
Fågeln förekommer i Anderna från centrala Peru till norra Chile och Argentina och norra. Den behandlas som monotypisk, det vill säga att den inte delas in i några underarter.

### Släktestillhörighet
Svartsiskan placerades tidigare i det stora släktet Carduelis, men genetiska studier visar att det är kraftigt parafyletiskt och att typarten steglitsen snarare är närmare släkt med vissa arter i Serinus. Numera bryts därför svartsiska liksom övriga amerikanska siskor samt den europeiska och asiatiska grönsiskan ut ur Carduelis och placeras tillsammans med den asiatiska himalayasiskan (tidigare i Serinus) istället till släktet Spinus.

## Levnadssätt
Svartsiskan hittas i höga bergstrakter, där den föredrar gräsmarker med buskar, klippiga sluttningar och myrar. Den födosöker lågt i buskage och på marken, ibland med andra små fröätande arter men också i smågrupper för sig.

## Status
Arten har ett stort utbredningsområde och beståndet anses stabilt. Internationella naturvårdsunionen IUCN listar den därför som livskraftig (LC).